# Amorosi (Kampanien)
Amorosi ist eine Gemeinde mit 2640 Einwohnern (Stand 31. Dezember 2023) in der italienischen Provinz Benevento in Kampanien. Ihre Fläche beträgt 11 km². Der Ort liegt etwa 50 km nördlich von Neapel.
Die Nachbargemeinden sind Castel Campagnano (CE), Melizzano, Puglianello, Ruviano (CE), San Salvatore Telesino und Telese Terme.
Die Aufsicht für Archäologie, Bildende Kunst und Landschaft der Provinzen Caserta und Benevento hat 2024 die Entdeckung einer Nekropole aus der Eisenzeit im Valle Telesina in der Nähe des Volturno bekannt gegeben.

## Bevölkerungsentwicklung
Amorosi zählt 1052 Privathaushalte. Zwischen 1991 und 2001 fiel die Einwohnerzahl von 2808 auf 2761. Dies entspricht einer prozentualen Abnahme von 1,7 %.
Einwohnerentwicklung von Amorosi bis 2001: